# Синдром Бругада
Синдром Бругада — наследственное заболевание, обусловленное мутацией гена SCN5A, расположенного в плече p 3-й хромосомы, кодирующего биосинтез белковых субъединиц натриевого канала кардиомиоцитов.
Впервые это понятие, позже ставшее эпонимом, предложили испано-бельгийские кардиологи — братья Педро и Хосеп Бругада.

## Мутации генов
На сегодняшний день известны, по крайней мере, 5 генов, ответственных за развитие этого состояния. В зависимости от мутации гена выделяют следующие варианты:
| Вариант | OMIM   | Мутация гена                    | Примечание                                                                              |
| ------- | ------ | ------------------------------- | --------------------------------------------------------------------------------------- |
| B1      | 601144 | SCN5A                           | кодирует синтез α-субъединицы потенциал-управляемого натриевого канала типа V           |
| B2      | 611778 | GPD1L                           | кодирует синтез пептидов Глицерол-3-фосфат дегидрогеназы                                |
| B3      | 114205 | CACNA1C                         | кодирует синтез α-субъединиц кальциевых каналов L-типа, расположенных в сердечной мышце |
| B4      | 600003 | CACNB2                          | кодирует синтез β-2 субъединицы потенциал-зависимого кальциевого канала L-типа          |
| B5      | 604433 | KCNE3, который сопряжен с KCND3 | [ 4 ]                                                                                   |
| B6      | 600235 | SCN1B                           | кодирует синтез β-1 субъединицы натриевого канала SCN5A                                 |
|         |        | SCN10A                          | [ 6 ]                                                                                   |
|         |        | HEY2                            | [ 6 ]                                                                                   |
|         | 138390 | GSTM3                           | кодирует фермент-антиоксидант глутатион-S-трансферазу GSTM3                             |

## Патогенез
Заболевание имеет аутосомно-доминантный тип наследования в 25 % семей. Клинические проявления синдрома Бругада развиваются обычно в молодом возрасте (до 35-40 лет), реже — наблюдаются даже в пожилом и старческом возрасте. При исследовании статистических данных, накопленных в странах Юго-Восточной Азии и Дальнего Востока, было отмечено, что в данном регионе значительно распространены случаи внезапной ночной смерти в молодом возрасте (в год от 4 до 10 случаев на 10 000 жителей, в том числе в Лаосе — 1 случай на 10 000 жителей; в Таиланде — 26-38 на 100 000).

Описаны также случаи приобретенного синдрома Бругада.
Синдром Бругада характеризуется наличием преходящей полной или неполной блокады правой ножки пучка Гиса, косонисходящим подъёмом сегмента S-T в правых грудных отведениях (V1-V3), рецидивирующей пароксизмальной полиморфной желудочковой тахикардией и высоким риском внезапной сердечной смерти.

## Симптомокомплекс
Полная форма синдрома Бругада включает следующие клинико-электрокардиографические проявления:
- Типичная электрокардиографическая картина (косонисходящее повышение сегмента S-T над изолинией на 1 мм и больше в отведениях V1—V3, на некоторых ЭКГ напоминает морду бультерьера, поэтому данное изменение иногда называют «типом бультерьера»[2], спонтанное или индуцированное введением антиаритмических препаратов I класса (блокаторов натриевых каналов, например, аймалина (гилуритмала) в дозе 1 мг/кг или новокаинамида в дозе 10 мг/кг, флекаинида 2 мг/кг); полная или неполная блокада правой ножки пучка Гиса); возможно укорочение интервала Q-T и удлинение P-Q (P-R);
- Пароксизмы полиморфной желудочковой тахикардии, часто рецидивирующие;
- синкопальные (обморочные) состояния;
- высокий риск внезапной сердечной смерти вследствие полиморфной желудочковой тахикардии или фибрилляции желудочков.

Применение бета-блокаторов при наличии синдрома Бругада противопоказано!